# Жената чудо (филм)
„Жената чудо“ (на английски: Wonder Woman) е американско фентъзи, излязъл през 2017 г. за едноименния персонаж на Ди Си Комикс. Режисьор е Пати Дженкинс, а сценарият е на Алън Хайнбер. Това е четвъртият филм в Разширената вселена на Ди Си. Премиерата в САЩ е на 2 юни 2017 г.
Филмът ще има продължение, „Жената чудо 1984“, който ще излезе на 2 октомври 2020 г.

## Сюжет
В днешен Париж Даяна Принс получава фотографска плака от Уейн Ентърпрайсиз на себе си и четирима мъже, заснети по време на Първата световна война, което я кара да си припомни миналото си.
Диана, дъщерята на кралица Хиполита, е отгледана на скрития остров Темискира, дом на амазонките, жени воини, създадени от олимпийските богове, за да защитават човечеството. Хиполита разказва на Диана историята за това как Арес започнал да ревнува човечеството и организирал неговото унищожение. Когато другите богове се опитали да го спрат, Арес убил всички освен Зевс, който използвал последните си сили, за да го рани и да го принуди да се оттегли. Преди да умре, Зевс остави на амазонките оръжие, „богоубиеца“, за да ги подготви за завръщането на Арес. Хиполита неохотно се съгласява да позволи на сестра си Антиопа да обучи Диана като воин.
През 1918 г. Даяна спасява американския пилот капитан Стив Тревър, когато самолетът му се разбива край бреговете на Темисиран. Скоро островът е нападнат от немски войници, които са го преследвали. Амазонките унищожават германските десанти, а Антиопа се жертва, за да спаси Диана. Стив е разпитан с Ласото на Хестия и разкрива, че голяма война поглъща външния свят и че той е съюзнически шпионин. Стив е откраднал тетрадка от главния химик на Германия, д-р Изабел Мару, която се опитва да създаде по-смъртоносна форма на иприт по заповед на генерал Ерих Лудендорф. Вярвайки, че Арес е отговорен за войната, Даяна се въоръжава с меча „богоубиец“, ласото и бронята, преди да напусне Темискира със Стив.
В Лондон те предават бележника на Мару на Върховния военен съвет, където сър Патрик Морган се опитва да договори примирие с Германия. Даяна превежда бележките на Мару, разкривайки, че германците планират да пуснат смъртоносния газ на Западния фронт. Въпреки че му е забранено от неговия командир да действа, Стив, с тайно финансиране от Морган, вербува мароканския шпионин Самир, шотландския стрелец Чарли и индианския контрабандист Напи, за да предотвратят изпускането на газ. Отборът стига до фронта в Белгия. Диана преминава сама през Ничия земя и унищожава вражеския окоп, освобождавайки близкото село Велд с помощта на съюзническите сили. Екипът празнува за кратко, снимайки се в селото, където Даяна и Стив се влюбват.
Екипът научава, че ще се проведе гала в близкото германско върховно командване. Стив и Даяна поотделно проникват в купона; Стив възнамерява да открие газа и да го унищожи, а Даяна се надява да убие Лудендорф, вярвайки, че той е Арес. Стив я спира, за да избегне застрашаването на мисията си, но това му позволява да отприщи газа върху Велд, убивайки жителите му. Обвинявайки Стив за намесата, Даяна преследва Лудендорф до база, където газът се зарежда в бомбардировач, пътуващ за Лондон. Даяна се бие и го убива, но е объркана и разочарована, когато смъртта му не спира войната.
Сър Патрик се появява и се разкрива като Арес. Той казва на Даяна, че въпреки че неусетно е дал на хората идеи и вдъхновения, в крайна сметка те решават да прибегнат до насилие, тъй като по своята същност са корумпирани. Когато Диана се опитва да убие Арес с меча на "богоубиеца", той го унищожава, преди да разкрие на Диана, че като дъщеря на Зевс и Хиполита, тя е "богоубиецът". Докато двамата се бият, екипът на Стив унищожава лабораторията на Мару. Стив отвлича и управлява бомбардировача, носещ отровата, на безопасна височина и го детонира, взривявайки самолета и себе си. Арес се опитва да насочи гнева и скръбта на Даяна от смъртта на Стив, като я убеждава да убие Мару, но спомените от преживяванията й със Стив я карат да осъзнае, че хората имат доброта в себе си. Тя пощадява Мару и пренасочва светкавицата на Арес към него, убивайки го завинаги. По-късно отборът празнува края на войната.
В наши дни Даяна изпраща имейл на Брус Уейн, като му благодари за фотографската плака на нея и Стив. Тя продължава да се бори от името на света като Wonder Woman.

## Актьорски състав
| Актьор             | Роля                                           |
| ------------------ | ---------------------------------------------- |
| Гал Гадот          | Диана от Темискира / Диана Принс / Жената чудо |
| Крис Пайн          | Стив Тревър                                    |
| Робин Райт         | Генерал Антиопа                                |
| Дани Хюстън        | Генерал Ерих Лудендорф                         |
| Дейвид Тюлис       | Сър Патрик Морган / Арес                       |
| Кони Нилсен        | Кралица Хиполита                               |
| Елена Аная         | Д-р Изабел Мару / Доктор Отрова                |
| Луси Дейвис        | Ета Кенди                                      |
| Саид Тагмауи       | Самир „Сами“                                   |
| Юън Бремнър        | Чарли                                          |
| Юджийн Брейв Рок   | Вожд Напи                                      |
| Лиса Лъвън Конгсли | Лейтенант Меналипа                             |

## В България
В България филмът излезе по киносалоните на същия ден от Александра Филмс.
На 25 октомври 2017 г. е издаден на DVD от PRO Video SRL чрез Филм Трейд.
На 12 януари 2021 г. е излъчен по bTV Cinema с български войсоувър дублаж на студио VMS. Екипът се състои от:
| Озвучаващи артисти  | Гергана Стоянова Елена Русалиева Татяна Захова Иван Велчев Станислав Димитров |
| Преводач            | Яна Кецкерова                                                                 |
| Тонрежисьор         | Георги Калудов                                                                |
| Режисьор на дублажа | Добрин Добрев                                                                 |